# Primo trattato di Guérande
Il primo trattato di Guérande fu firmato il 12 aprile del 1365 da Giovanna de Chantillon, vedova di Carlo de Blois Chantillon, e si colloca all'interno della guerra di successione bretone. Esso mise fine alla prima fase di questa guerra che aveva opposto Giovanna di Penthièvre, nipote dell'ultimo duca di Bretagna Giovanni III, sostenuta dal proprio sposo Carlo di Blois, a Giovanni di Montfort, fratellastro del vecchio duca. Dopo la morte di quest'ultimo, suo figlio Giovanni perseverò nelle rivendicazioni paterne e finì per sconfiggere la parte nemica nella battaglia di Auray.

## Disposizioni del trattato
Il trattato impose Giovanni V come legittimo erede al titolo ducale, ma senza escludere totalmente le pretese dei Penthièvre, poiché stabilirono anche la nuova legge di successione bretone:
- il ducato sarebbe stato trasmesso in linea maschile nella famiglia dei Montfort;
- in caso di assenza di eredi maschi, il titolo si sarebbe trasmesso ai maschi della famiglia di Penthièvre.

## Conseguenze sulla successione bretone
La successione di Bretagna fu assicurata per più di un  secolo, ma il trattato non contemplava la situazione per cui entrambe le famiglie si fossero ritrovate solo con eredi femmine. Ciò accadde alla fine del XV secolo:
- il duca Francesco II non aveva che figlie;
- la casata dei Penthièvre si era ridotta ad una sola donna.

I due partiti, dunque, prima della morte del duca, cercarono di mettersi nella situazione più favorevole in vista della successione.

Francesco II si fece promettere dagli Stati (il parlamento locale) di Bretagna il sostegno alla figlia Anna, già nominata duchessa. Il partito detto francese, invece, avverso al primo (definito come bretone), fu costituito da Luigi XI di Francia che aveva comprato i diritti dei Penthièvre per 50000 scudi il 3 gennaio 1480. Nel 1485 la vendita e la rinuncia furono confermate ad Anna di Beaujeu.
Le imprecisioni della legge di successione in Bretagna complicarono il compito dei giuristi. Da un lato, infatti, c'era chi sosteneva che la successione, essendo di tipo classico, avrebbe potuto prevedere la vendita dei diritti su di essa (come era successo nei casi del Delfinato e del Viennois). Dopo il trattato di Guérande, tuttavia, i duchi di Bretagna cominciarono a dirsi tali per grazia di Dio, come i sovrani francesi; in tal caso, quindi, i diritti alla successione si sarebbero dovuti considerare incedibili (e la loro vendita, dunque, sarebbe stata da considerarsi nulla).
Apparvero inoltre ulteriori complicazioni nell'identificazione dell'erede legittimo:
- nel 1420 i Penthièvre erano stati dichiarati traditori dagli Stati di Bretagna e privati dei loro diritti, dei loro feudi e dei loro titoli, poiché avevano deposto a tradimento il duca Giovanni;
- nel 1448 le confische erano state loro rese indietro in cambio di una rinuncia ai diritti sul titolo ducale (cosa non valida se la successione è stabilita in virtù della grazia di Dio);